# Nuoto artistico ai campionati mondiali di nuoto 2022 - Duo misto (programma tecnico)
Il concorso del duo misto (programma tecnico) ai campionati mondiali di nuoto 2022 si è svolto il 18 e 20 giugno 2022 presso lo stadio del nuoto Alfréd Hajós di Budapest.

## Calendario
Il turno preliminare è iniziato il 18 giugno 2022 alle ore 13:00. La finale è iniziata il 20 giugno 2022 alle ore 14:00.

## Risultati
In verde sono segnati i finalisti
| Pos.    | Atleta      | Nazione                                  | Preliminari | Preliminari | Finale  | Finale |
| Pos.    | Atleta      | Nazione                                  | Punti       | Pos.        | Punti   | Pos.   |
| ------- | ----------- | ---------------------------------------- | ----------- | ----------- | ------- | ------ |
| Oro     | Italia      | Giorgio Minisini Lucrezia Ruggiero       | 88.5734     | 1           | 89.2685 | 1      |
| Argento | Giappone    | Tomoka Sato Yotaro Sato                  | 85.8086     | 2           | 86.5939 | 2      |
| Bronzo  | Cina        | Shi Haoyu Zhang Yiyao                    | 84.8232     | 3           | 86.4425 | 3      |
| 4       | Spagna      | Emma García Pau Ribes                    | 84.3709     | 4           | 84.4829 | 4      |
| 5       | Stati Uniti | Claudia Coletti Kenneth Gaudet           | 82.0709     | 5           | 82.8966 | 5      |
| 6       | Colombia    | Jennifer Cerquera Gustavo Sánchez        | 78.5003     | 6           | 81.2272 | 6      |
| 7       | Kazakistan  | Eduard Kim Zhaklin Yakimova              | 77.9746     | 7           | 79.2599 | 7      |
| 8       | Messico     | Joel Benavides Trinidad Meza             | 76.4581     | 8           | 77.5890 | 8      |
| 9       | Brasile     | Fabiano Ferreira Gabriela Regly          | 73.2235     | 9           | 74.8994 | 9      |
| 10      | Slovacchia  | Jozef Solymosy Silvia Solymosyová        | 72.2422     | 10          | 73.2881 | 10     |
| 11      | Thailandia  | Kantinan Adisaisiributr Voranan Toomchay | 65.2202     | 12          | 67.3477 | 11     |
| 12      | Porto Rico  | Javier Ruisanchez Nicolle Torrens        | 65.5330     | 11          | 65.8801 | 12     |
| 13      | Cuba        | Andy Avila Carelys Valdes                | 62.6229     | 13          |         |        |